# Sportpark Ookmeer

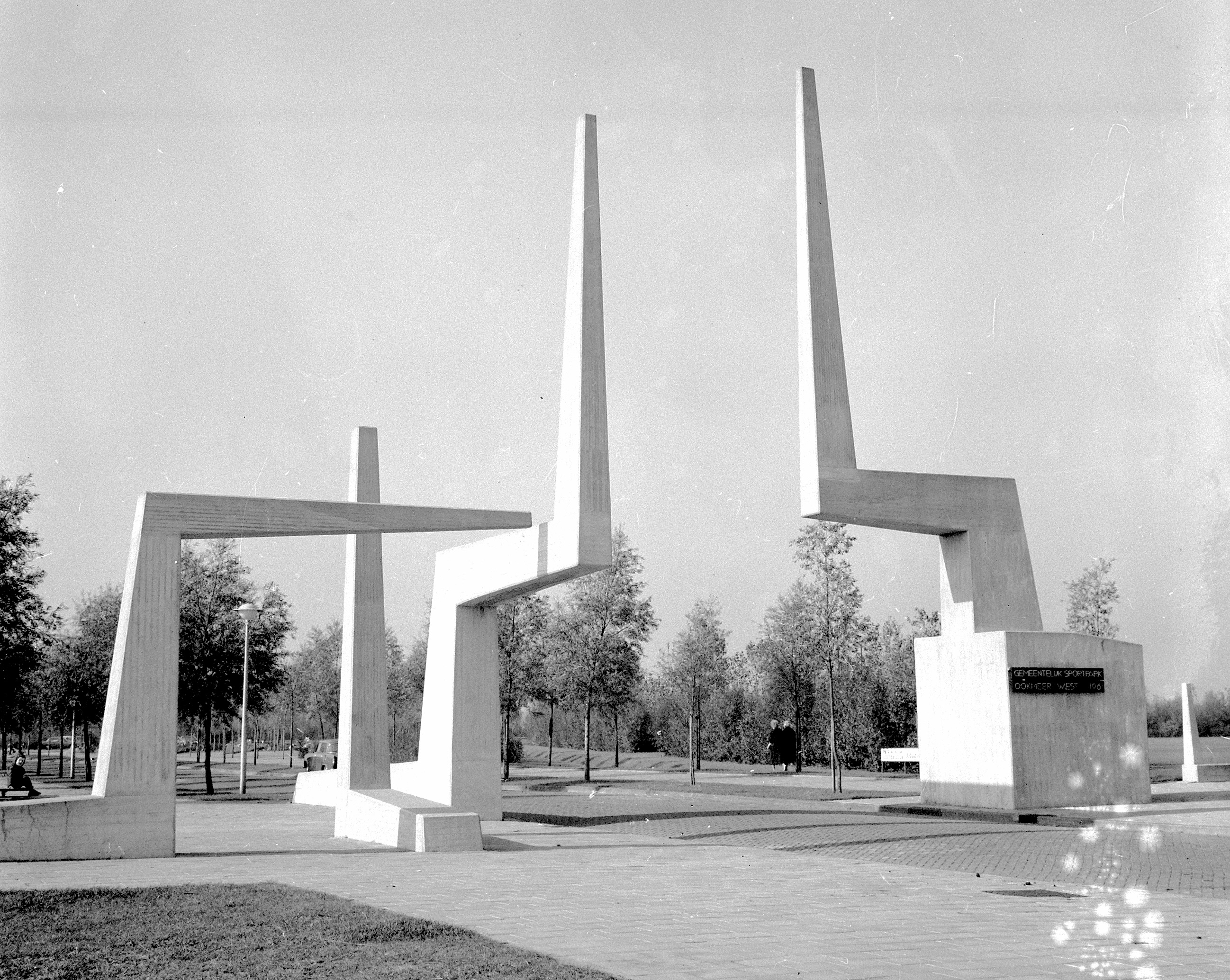
Ingang nieuwe sportpark Ookmeer met de Poort van Constant; 1965.

Sportpark Ookmeer is sinds 1961 een groot sportpark in de Westelijke Tuinsteden in Amsterdam, gelegen tussen Geuzenveld en Osdorp. De Troelstralaan, de verbinding tussen deze beide wijken, deelt het sportpark in twee delen.

## Sportpark
Oorspronkelijk was het sportpark alleen toegankelijk vanaf de Troelstralaan over de Dokter Meurerlaan aan de oostkant en over het Herman Bonpad aan de westelijke zijde. Bij de opening was dit het grootste sportpark van Amsterdam en van Nederland, met een oppervlakte van 58 hectare.
Het sportpark is vernoemd naar het Ookmeer. Dit was een meertje in de Osdorper Binnenpolder, in de toenmalige gemeente Sloten (NH). Het meertje werd in 1874 drooggemaakt. In de jaren vijftig van de 20e eeuw verdween de Ookmeerpolder onder het zand voor de nieuwbouwwijk Tuinstad Geuzenveld, iets ten noorden van het latere sportpark.
Sportpark Ookmeer maakt onderdeel uit van een groengebied, met ten westen van de sportvelden de Osdorper Binnenpolder-Zuid, onderdeel van de Tuinen van West. Het Sloterpark, met de Sloterplas, ligt aan de oostkant. De molen De 1100 Roe, die in 1965 is herplaatst aan de westkant van het sportpark, nabij het Ma Braunpad, wordt gebruikt voor hulpbemaling van het sportpark.
Aanvankelijk lagen er vooral voetbalvelden in het sportpark. Inmiddels zijn er ook velden en faciliteiten voor diverse andere sporten, zoals tennis, atletiek (AAC), beachvolleybal, boogschieten, golf (Golfclub Ookmeer), handbal, honkbal en softbal (Amsterdam Pirates), paardrijden en korfbal. Ook is er voor het verkeer een extra toegang van de Troelstralaan naar de Abe Lenstralaan bij gekomen.
Sinds 2010 is er een nieuw gebouwd Sportcentrum Ookmeer (een multifunctionele sporthal). Voorts is er het Dokter Meurerhuis (gebouwd in 2005, onder deze naam sinds 2012) waar in het Domein Bewegen, Sport en Voeding, (D)BSV, van de Hogeschool van Amsterdam (HvA) is gevestigd, waarin de Academie voor Lichamelijke Opvoeding (ALO) van de HvA is opgenomen. Dit complex vervangt het oude ALO-gebouw (oorspronkelijk CIOS) aan de Willinklaan uit het begin van de jaren zeventig, dat er nog steeds staat maar nu een andere bestemming heeft.
De straatnamen binnen en langs het sportpark zijn genoemd naar personen die zich verdienstelijk hebben gemaakt in de Nederlandse sportwereld: Rudolf Meurer, Han Hollander, Herman(us) Bon, Dirk Jan Willink en Ma Braun.
In 1963 werd bij de entree van het westelijk deel het Plastisch teken geplaatst, tegenwoordig bekend als de Poort van Constant. Constant Nieuwenhuys ontwierp de dertien meter hoge betonnen constructie, bestaande uit zes geknikte pijlers van verschillende lengten, in opdracht van de gemeente Amsterdam. De gemeente wilde de hoofdtoegang van het sportterrein aan het Herman Bonpad markeren en maken tot een trefpunt voor bezoekers. Op 16 januari 2024 werd het kunstwerk door het Stadsdeel Nieuw-West op de gemeentelijke monumentenlijst geplaatst.

## Afbeeldingen

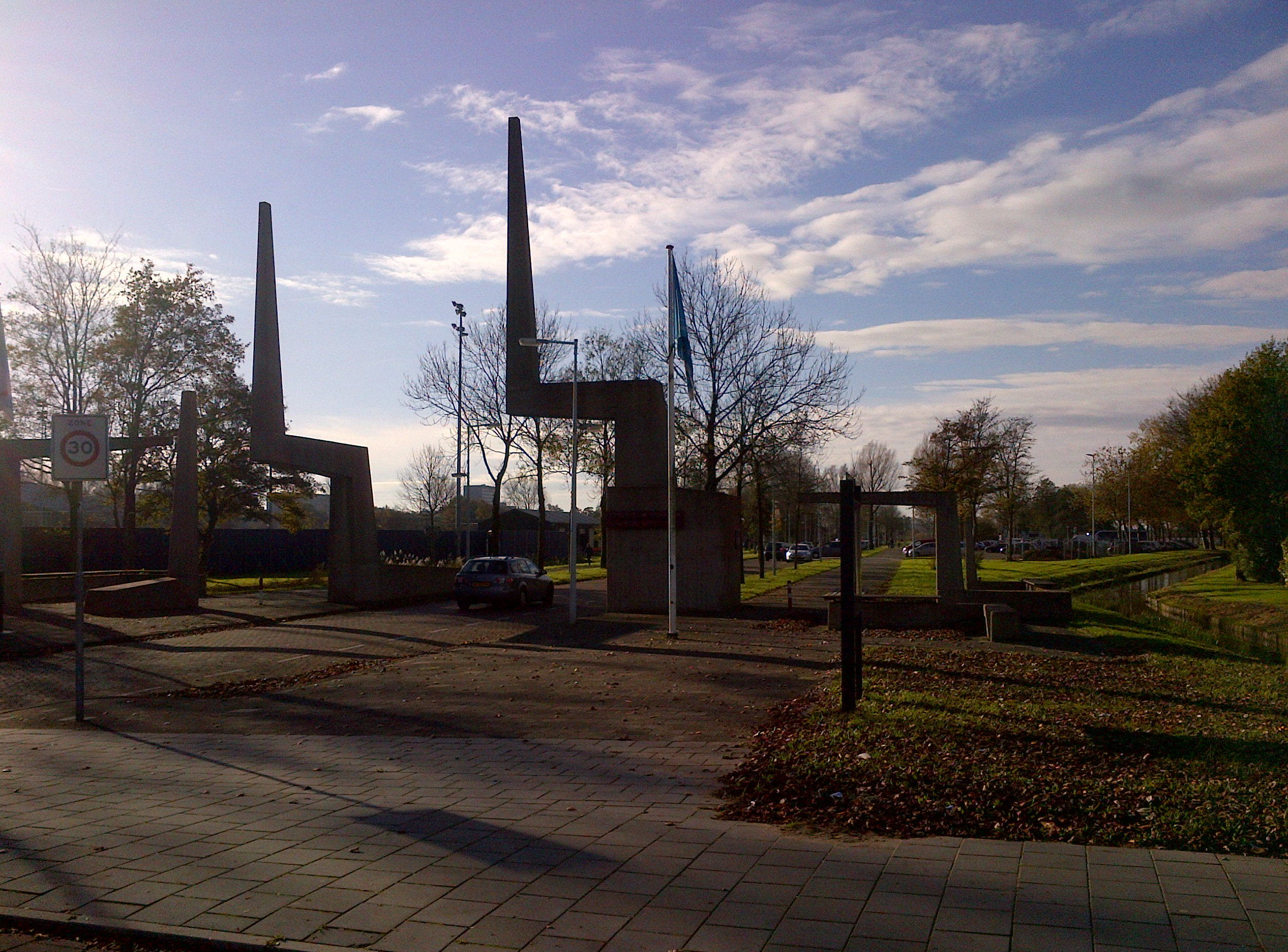
Het Sportpark Ookmeer, de ingang aan de Troelstralaan
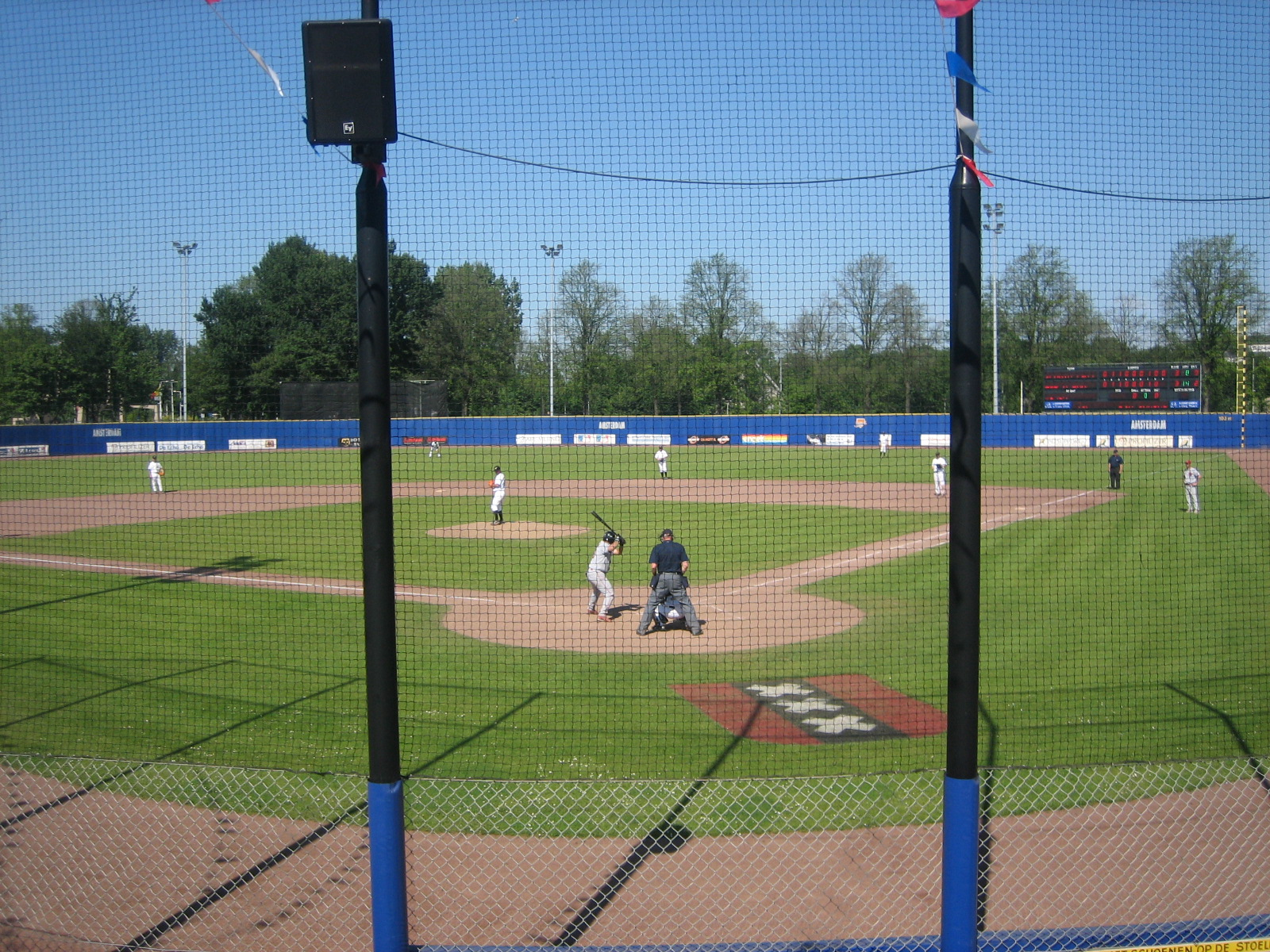
Honkbalveld van Amsterdam Pirates
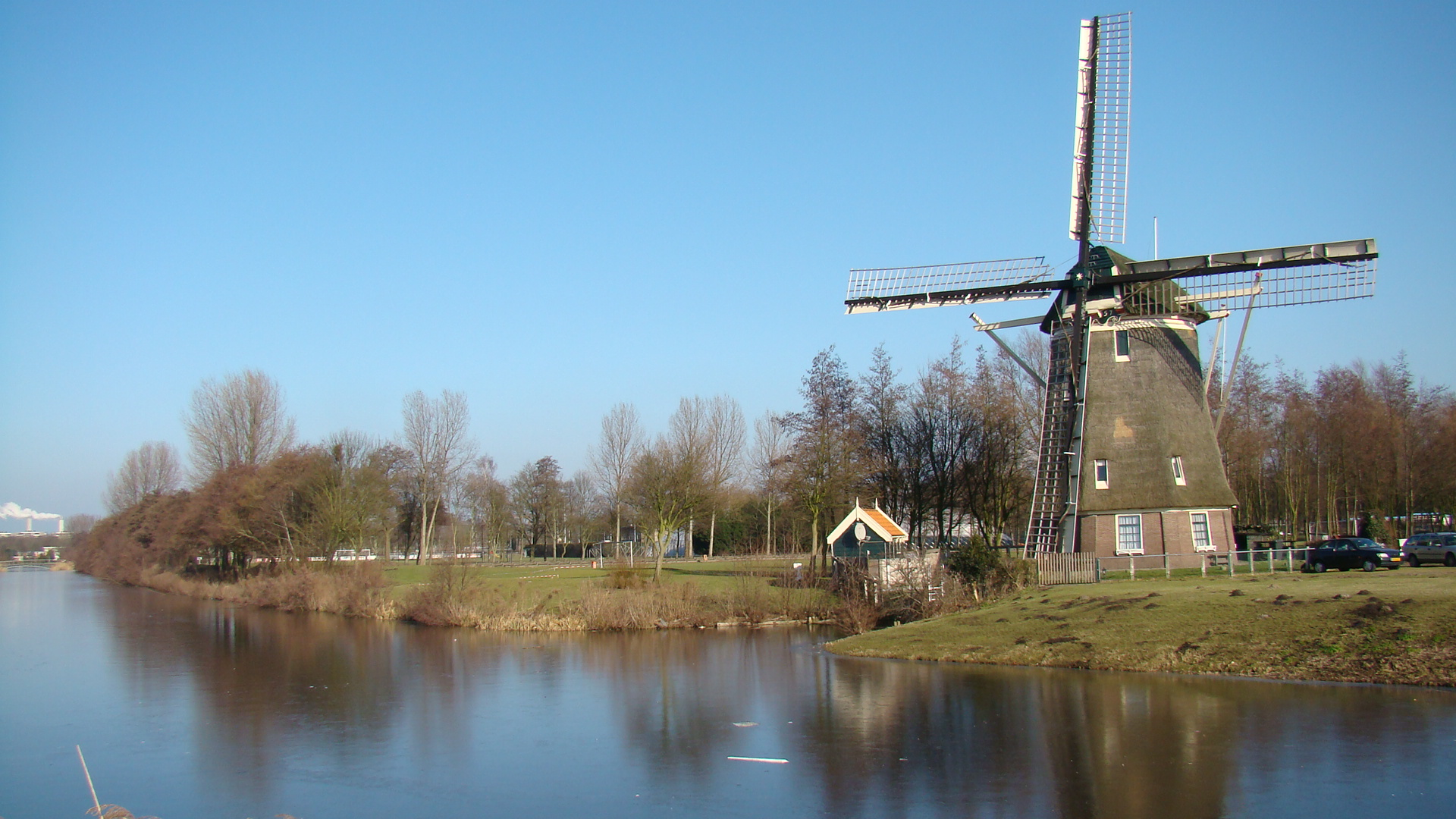
Molen De 1100 Roe, gezien vanaf het Ma Braunpad. Achter de molen liggen het Herman Bonpad en de sportvelden.
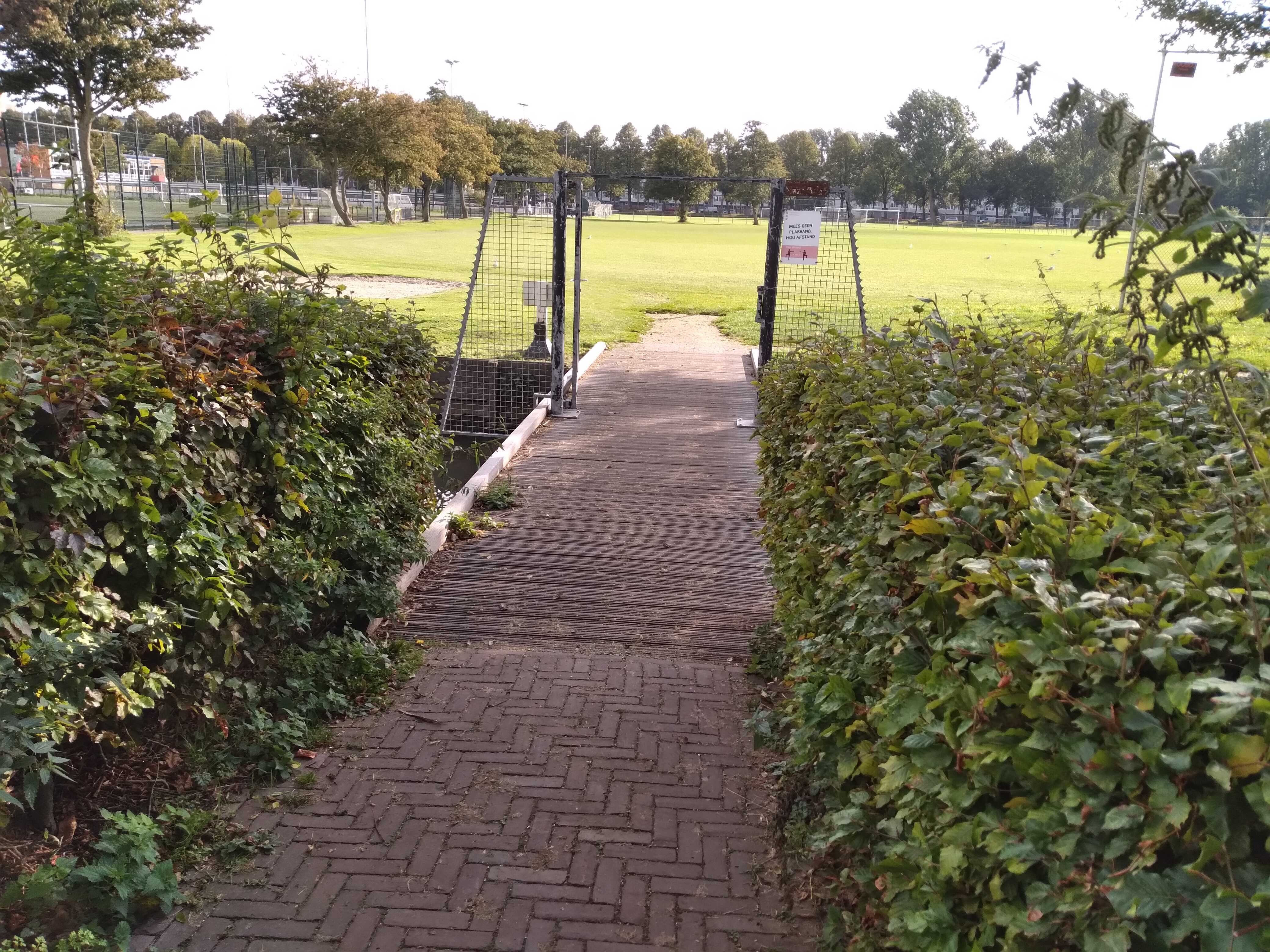
Brug 2366 vanaf het Herman Bonpad (oktober 2021)